# Vi som älskade varann så mycket
Vi som älskade varann så mycket (originaltitel: C'eravamo tanto amati) är en italiensk dramakomedifilm från 1974 i regi av Ettore Scola. Manuset skrevs av Scola tillsammans med författarparet Age & Scarpelli. I huvudrollerna ses bland andra Stefania Sandrelli, Vittorio Gassman, Nino Manfredi, Stefano Satta Flores och Aldo Fabrizi.
Filmen utsågs till Bästa utländska film vid Césargalan 1977.

## Handling
Filmen utspelar sig under 30 år och tar sin början vid andra världskrigets slutskede och följer Antonio (Nino Manfredi), Gianni (Vittorio Gassman) och Nicola (Stefano Satta Flores), som kämpar som partisaner mot fascisterna. De tre förälskar sig alla i Luciana (Stefania Sandrelli) och har i tur och ordning ett förhållande med henne. Efter krigsslutet tar de tre vännernas liv vitt skilda vägar. Filmen skildrar och utforskar Italiens politiska och sociala historiska utveckling genom de tre männens vänskap och kärlek till Luciana.

## Om filmen
Vi som älskade varann så mycket har visats i SVT, bland annat 1993, 2021 och i juni 2024.

## Medverkande i urval
- Nino Manfredi – Antonio
- Vittorio Gassman – Gianni Perego
- Stefano Satta Flores – Nicola Palumbo
- Stefania Sandrelli – Luciana Zanon
- Aldo Fabrizi – Romolo Catenacci
- Giovanna Ralli – Elide Catenacci, dotter till Romolo och hustru till Gianni
- Marcella Michelangeli – Gabriella, hustru till Nicola
- Elena Fabrizi – Hustru till Romolo Catenacci
- Fiammetta Baralla – Maria, den yngsta dotter Catenacci
- Luciano Bonanni – Torquato, en lidande
- Mike Bongiorno – Sig själv
- Armando Curcio – Farmaceut i Nocera Inferiore
- Ugo Gregoretti – Presentatör
- Isa Barzizza – Ägare av ett pensionat
- Marcello Mastroianni – sig själv
- Federico Fellini – sig själv
- Vittorio De Sica – sig själv
- Nello Meniconi – sig själv
- Carla Mancini – Lena
- Livia Cerini – Rosa, flicka på restaurang